# پرورش گل زینتی

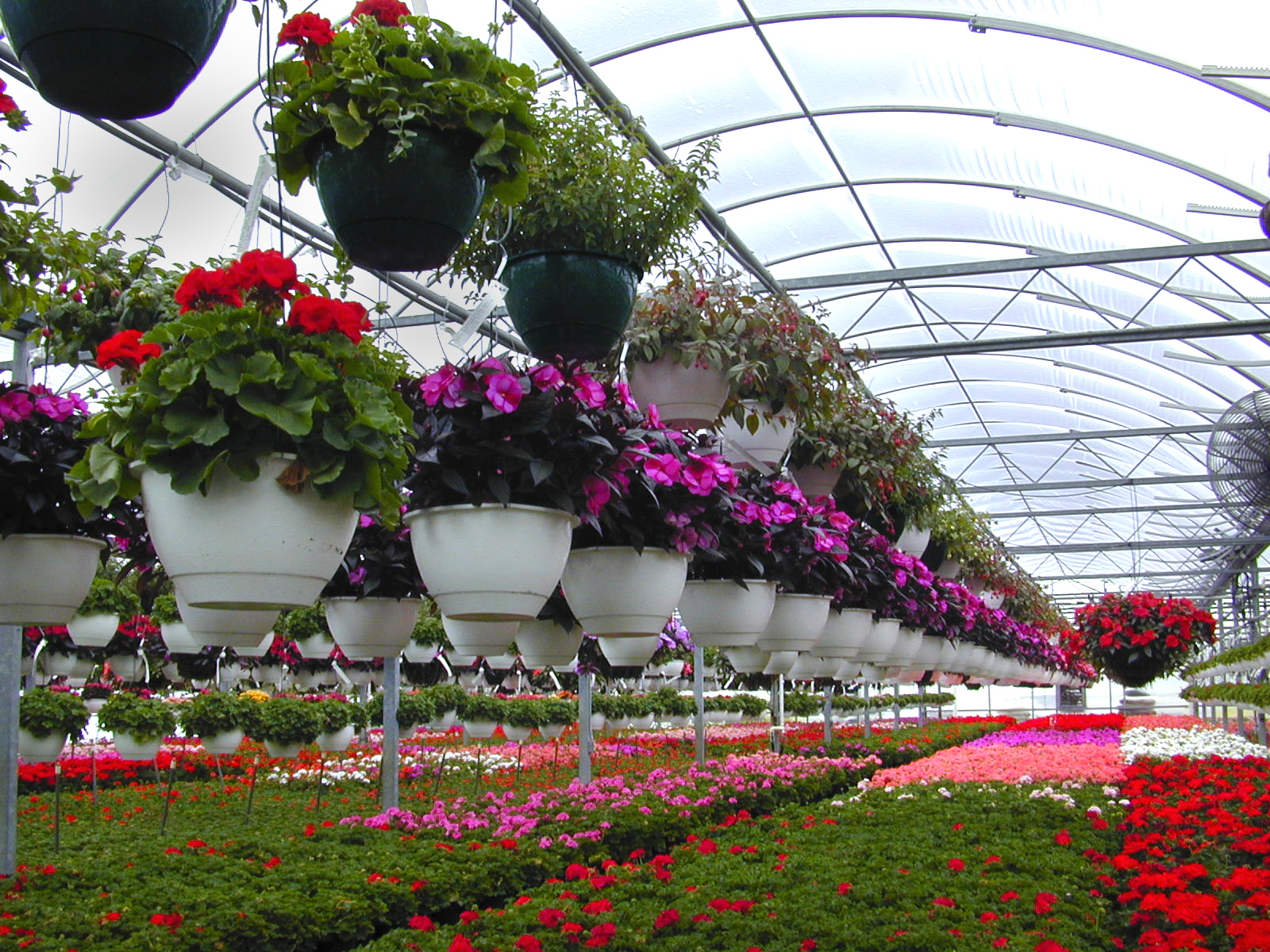
تنوع گل‌ها در یک گلخانه‌ای که محصولاتش برای فروش است.

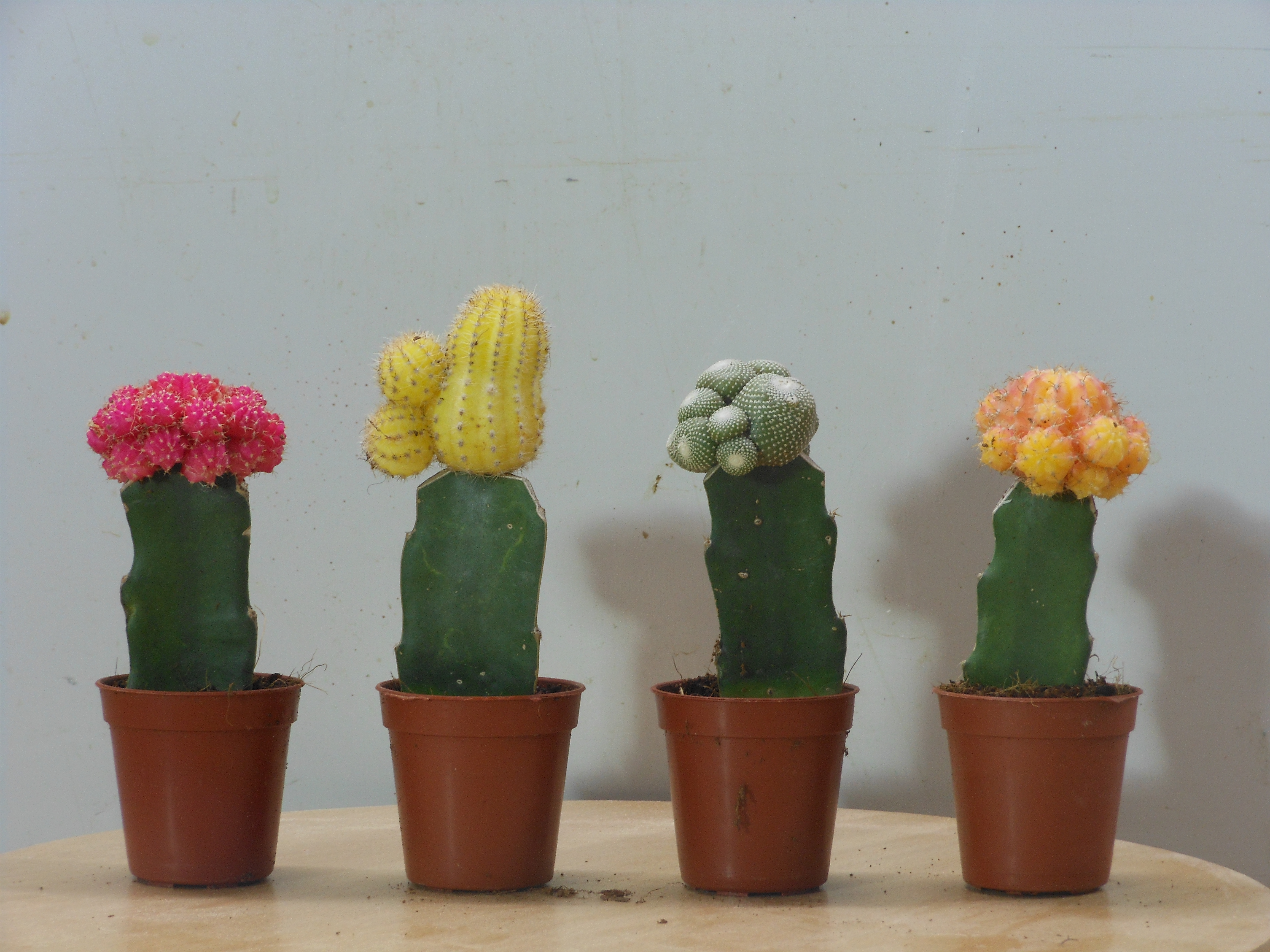
نمونه‌ای از گل‌کاری: کاشت کاکتوس

پرورش گل زینتی (به انگلیسی: Floriculture)، رشته‌ای از باغبانی علمی در رابطه با کشت گل و گیاه زینتی برای باغ‌ها، گل‌فروشی و بخش‌های مربوط به صنعت گل است. توسعه از طریق اصلاح نباتاتِ گونه‌های جدید از کارهای اصلی پرورش دهندگان گل زینتی است.
محصولات گل‌کاری شامل گیاهان باغچه، گیاهان خانگی، گل باغ و گیاهان رشدکرده در گلدان، سبزی‌های کنده‌شده‌ای که کاشته می‌شوند و گل‌های کنده شده می‌شوند. همان‌طور که از محصولات گلخانه تشخیص داده می‌شود، محصولات گل‌کاری عموماً از گیاهان علفی هستند. گیاهان باغچه و گلدان شامل گیاهان گلدار جوان (گیاه یک ساله و گیاهان پایا) و سبزیجات هستند. آن‌ها در ظروف کوچک (در آپارتمان‌ها یا سینی‌ها)، در گلدان‌ها، یا سبدهای آویزان معمولاً در یک محیط کنترل شده رشد می‌کنند و تا حد زیادی برای باغ‌ها و محوطه‌سازی به فروش می‌روند. شمعدانی، گل حنا و اطلسی‌ها از پرفروشترین گیاهان باغچه هستند. بسیاری از ارقام گل داوودی مهم‌ترین گیاهان پایای باغ در ایالات متحده هستند.
گیاهان گلدار برای استفاده در درون خانه‌ها به‌طور وسیعی در گلدان‌ها به فروش می‌رسند.
مهم‌ترین گیاهان گلدار بنت قونسول، ارکیده، گل داوودی و آزالیای موجود در گل‌فروشی‌ها هستند. گیاهان شاخ و برگ دار هم برای استفاده در داخل آپارتمان‌ها و پاسیوها و گونه‌های بزرگ‌تر برای فضای داخلی ادارات، هتل‌ها و رستوران‌ها در گلدان‌ها و سبدهای آویزان فروخته می‌شوند